# 包爾騰、白漢理新約譯本
包尔腾、白漢理新約譯本，是传教士包尔腾与白汉理在19世纪末翻译的浅文言文新约圣经。他们两人都曾参与过中文圣经翻译工作，在19世纪70年代与其他人一同翻译了北京官话新约。但当时官话圣经主要流通在北方地区，所以他们着手翻译一本通行南方和北方的圣经，于是选择了文言文，为了让更多的人能理解圣经，他们采用了浅显的文言文。他们的新约译本于1889年由美国圣经公会出版。

## 译文摘录
以下译文摘自《提摩太前书》第1章第15-17节：
基督耶稣降世、为拯救罪人、此乃可信之言、人人当悦服者。我在罪人中、乃为首恶、然我受怜悯、乃因耶稣基督、欲首先在我身显明其恒久宽容、使后之信主得永生者、以我为模范。但愿尊贵、荣耀、归于不能灭、不可见、永世之大君王（或作永世之君）、独一无二有智慧之神、世世无尽、阿们。
以下摘自《提摩太前书》第3章第16节：
大哉、敬虔之奥秘、无人不以为然、神藉人身显现、因圣灵得称为义（或作在灵性上称义）、被天使观视、被传于异邦、被世人信服、而升于荣耀之中。